# España en los Juegos Olímpicos de Lillehammer 1994
España estuvo representada en los Juegos Olímpicos de Lillehammer 1994 por una delegación de 13 deportistas (8 hombres y 5 mujeres) que participaron en 4 deportes: esquí acrobático, esquí alpino, esquí de fondo y patinaje artístico. La portadora de la bandera en la ceremonia de apertura fue la esquiadora Ainhoa Ibarra Astelarra.
Responsable del equipo olímpico fue el Comité Olímpico Español (COE). El equipo nacional no obtuvo ninguna medalla.